# Das weisse Licht
Das weisse Licht (ted. La luce bianca) è il primo singolo della band tedesca OOMPH!, estratto dal loro album Plastik. La copertina mostra un'iride azzurro.

## Tracce[1]
1. Das weisse Licht (Single Version)
2. Das weisse Licht (Fütter Mich-Remix)
3. Das weisse Licht (Cleener-Remix)
4. Das weisse Licht (Camouflage-Remix)
5. Das weisse Licht (Headcrashed-Remix)

### Limited Edition
1. Das weisse Licht (Single Version)
2. Das weisse Licht (Fütter Mich Remix by Schallbau)
3. Das weisse Licht (Cleener Remix by Daniel Meyer)
4. Das weisse Licht (Camouflage Remix by Heiko Maile)
5. Das weisse Licht (Headcrashed Remix by H. Meyszner)
6. Das weisse Licht (Haujobb Remix by Daniel Myer)
7. Das weisse Licht (Submarine Remix by Econic)

## Video
Il video è girato in una cittadella dove gli abitanti son stati trasformati in cyborg, ad eccezione di Dero, il quale tenta di scappare dopo aver scoperto la verità grazie ad un incidente con una donna. Alla fine del video si scopre che anche Dero è un cyborg.